# 前田宗辰
前田宗辰（日语：／ Maeda Munetoki，1725年6月5日—1747年1月18日）。加賀藩第六代藩主。第五代藩主前田吉德的長子，母親是淨珠院 (伊與之方‧上坂氏）。乳名勝丸、犬千代、又左衛門。初名利勝。正室是松平正容之女常子（梅園院）。
延享二年（1745年）父親前田吉德死後繼任家督，成為加賀藩第六代藩主。官位是正四位下加賀守左近卫权中将。翌年步父親後塵逝世、享年22歲。藩主之位由弟弟前田重煕繼承。

## 家系
- 父：前田吉德
- 母：淨珠院 (伊與之方‧上坂氏）
- 正室：松平正容之女常子（梅園院）